# Francis Sanford
Pour les articles homonymes, voir Sanford.
Francis Sanford, né  le 11 mai 1912 à Papeete et mort le 21 décembre 1996 à Faa'a, est un homme politique polynésien.

## Biographie
Instituteur de profession, il occupe des fonctions administratives subalternes pendant la guerre (liaison avec la base américaine de Bora-Bora) puis à partir de 1959 (interprète du gouvernorat). En 1963, il devient chef des Affaires tahitiennes au gouvernorat.
Il est élu maire de Faa'a en 1965, à l'occasion de la création de cette municipalité et fonde peu après le parti E'a Api, dont Jean Millaud est le président et dont il devient le vice-président.
En 1967, soutenu au second tour par Georges Pompidou, Valéry Giscard  d'Estaing et par les responsables métropolitains de l'UNR, il bat le député autonomiste John Teariki, tandis que le candidat UT-UNR Nedo Salmon s'est retiré sous la contrainte ; il s'inscrit au groupe des Républicains indépendants, qu'il quitte assez vite compte tenu du faible soutien qu'il y trouve pour un changement du statut du territoire. Il rejoint ensuite le groupe Progrès et démocratie moderne (PDM) de Jacques Duhamel, et ultérieurement le groupe des Réformateurs (Jean-Jacques Servan-Schreiber).
Allié avec John Teariki et le Pupu Here Aia à partir de 1967, il est réélu député en 1968, écrasant Nedo Salmon dès le premier tour (cas exceptionnel alors que la métropole a voté massivement pour les gaullistes) et en 1973. En novembre 1968, il réussit à obtenir la levée de l'interdiction de séjour en Polynésie qui frappait toujours le vieux leader autonomiste Pouvanaa Oopa.
Il est délégué de François Mitterrand, candidat à l'élection présidentielle en 1974. En 1975, dans le cadre de discussions sur un nouveau statut, se forme le « Front uni pour l'autonomie interne » (Sanford-Teariki-Vanizette) face à l'Union tahitienne de Gaston Flosse. En juin 1976, il démissionne de son mandat de député pour obtenir la dissolution de l'Assemblée territoriale dont les locaux sont occupés par les partisans du Front uni. Il est réélu contre Gaston Flosse en septembre 1976. Après la mise en place du nouveau statut (juillet 1977), il démissionne afin de prendre le poste de vice-président du Conseil de gouvernement et est remplacé par son suppléant, John Teariki. Il est une dernière fois candidat en 1978, suppléant de Maco Tevane, sans succès.
En 1982, E'a Api subit la scission de son secrétaire général, Émile Vernaudon qui fonde le parti Ai'a Api. Affaibli et après plusieurs revers électoraux, Sanford tente de refonder son parti en 1985, sous le nom de Te Ea no Maohi Nui et avec Daniel Millaud pour président, sans succès,.
Il meurt le 21 décembre 1996 à son domicile de Faa'a et est inhumé le lendemain au cimetière de l'Uranie de Papeete.

## Décorations
- Médaille commémorative des services volontaires dans la France libre
- Médaille de la Liberté (États-Unis)